# O le Ao o le Malo
O le Ao o le Malo is het Samoaans staatshoofd, de titel laat zich min of meer vertalen als hoofdman van de regering. Ao is een term die wordt gebruikt voor hoofdmannen, en Malo betekent "regering".
De functie is in feite ceremonieel; de macht ligt bij de eerste minister. Bij Samoa's onafhankelijkheid in 1962 werden twee o le Ao o le Malo benoemd voor het leven, Malietoa Tanumafili II (1913-2007) en Tupua Tamasese Mea'ole (1905-1963). Sinds de dood van laatstgenoemde in 1963 was Malietoa Tanumafili dus de enig overgeblevene met deze titel. Sinds de dood van Tanumafili worden opvolgers gekozen voor een periode van vijf jaar.
Er is discussie mogelijk over of de o le Ao o le Malo moet worden gezien als een ceremonieel president of als monarch. Omdat de opvolgers worden verkozen voor een vaste termijn en het parlement de o le Ao o le Malo kan ontslaan, zou je de functie als een presidentiële kunnen zien. Dat de laatste o le Ao o le Malo deze positie voor het leven had, uit de traditionele Samoaanse adel afkomstig was, en met Zijne Hoogheid werd aangesproken pleit er echter voor om de functie als die van een monarch te beschouwen. De Samoaanse grondwet laat zich er niet over uit of het land nu een republiek of een koninkrijk is.